# Mieszko Ier Jambes Mêlées
Pour les articles homonymes, voir Mieszko.
Mieszko IV Jambes Mêlées (en polonais Mieszko IV Plątonogi) (né vers 1138 et mort à Cracovie le 16 mai 1211) est duc de Cracovie (princeps ou senior) de 1210 à 1211, duc de Silésie (Mieszko Ier) de 1163 à 1178 et duc de Raciborz de 1178 à 1211. Second fils de Ladislas II le Banni et d’Agnès de Babenberg, frère cadet de Boleslas Ier le Long, il est de la dynastie Piast,,.

## Duc de Silésie
À partir de 1146, chassé de Pologne avec sa famille, il vit avec sa mère Agnès de Babenberg à Altenbourg. En 1163, sous la menace d’une nouvelle campagne du Saint-Empire, Boleslas IV le Frisé offre la Silésie à Mieszko Ier (Mieszko Ier de Silésie) et à son frère Boleslas Ier Le Long, les obligeant à renoncer à tous leurs droits héréditaires et en gardant le contrôle des villes importantes. L’année suivante, les fils de Ladislas II le Banni consolident leur pouvoir et expulsent les troupes de Boleslas IV le Frisé. La cohabitation entre les deux ducs de Silésie devient de plus en plus difficile. En 1172, Mieszko Ier Jambes Mêlées expulse son frère Boleslas Ier Le Long.

## Duc de Racibórz et d’Opole
Boleslas reçoit l'aide de l'empereur grâce à qui il récupère une partie de la Silésie, mais il est obligé de laisser la région de Racibórz à Mieszko et la région d’Opole à son fils aîné Iaroslav (en polonais Jarosław). En échange de la Silésie, il est probable que Boleslas Ier paie un tribut à l’empereur. En 1178, pour faire cesser les conflits internes, Casimir II le Juste distribue les terres. Boleslas Ier reçoit la Silésie, Mieszko Ier reçoit la région de Racibórz ainsi que deux places fortes qui appartenaient précédemment au duché de Cracovie : Bytom (avec Siewierz) et Oświęcim.
À la mort de Casimir II le Juste en 1194, Miesko Ier essaie sans succès de monter sur le trône de Cracovie. Après la mort de Boleslas Ier en 1201 et la mort de Mieszko III le Vieux en 1202, il revendique le trône de Cracovie en vertu du testament de Boleslas III Bouche-Torse selon lequel l’aîné des représentants mâles de la dynastie Piast doit être le princeps (ou senior) et à ce titre occuper le trône de Cracovie. Après la mort de son neveu Iaroslav en 1202, il devient également duc d’Opole.

## Duc de Cracovie
Dans sa bulle du 9 juin 1210, le pape Innocent III donne raison à Mieszko. Fort du soutien papal et de celui de Ladislas III aux Jambes Grêles qui espère lui succéder après sa mort, et profitant de l'absence de Lech Ier le Blanc, Mieszko s’empare de Cracovie et s’installe sur le trône jusqu’à son décès le 16 mai 1211. Il est probablement inhumé dans la cathédrale du Wawel.